# 崇文門副使
崇文門副使，為中國古代文官官職名，在清朝之位階為未入流。崇文門，是為明清二代之負責徵收商稅之關卡，凡是欲進入京師經商的貨物都需要在此處被課稅，因此崇文門又被稱為鈔關或京關。而崇文門副使一職則是起始於清康熙五年(1666年)。其職能通常負責佐理收稅，為配置於順天府的崇文門宣課司之基層官員編制，其上有治中或正、副督察等主管官。清朝滅亡後，該官職即廢除。

## 官職由來
《明太宗文皇帝實錄》卷八十四：「改北京順天府稅課司為都稅司，置大使副使各一員，設麗正門宣課司文明門分司置大使各一員副使各二員。」弘治元年，回歸戶部指派主事徵收。
康熙五年(1666年)開始，清政府將崇文門收稅之職務，自清政府中央的戶部、工部直管下放至順天府管理，因此順天府以正五品治中兼理，另設崇文門副使一職，督同收稅。

## 職能地位
崇文門副使雖然只是一個比平頭百姓稍高級一層的「未入流」官員，看似地位不怎麼高。但是實質上，卻是一個許多人盼望擔當的肥差。因為雖然地位不高，但是作為一個佐理京師商稅的官員，卻是一個時常會收受各地進京商人賄絡的職位，時常會有許多的灰色收入，因此被時人是為北京城當時的肥差之一。歷代清朝皇帝雖然時常親自過問崇文門稅務，但是到了清代中后期。此處之胥吏，相互勾結，朋比為奸的現象日益頻繁，勒索商人之事時有發生，成為清代後期的一大弊端之一。